# Hanjo Gäbler
Hanjo Gäbler (* 7. Januar 1978 in Bremen) ist ein deutscher Pianist und Organist, Sänger, Filmmusiker und Gospel-Musiker.

## Biografie
Gäbler ist Komponist für Film- und TV-Musik. Seine unverkennbare Handschrift ist die Prägung aus der Gospelmusik, Chorseminare und Gospelworkshops und die Produktionen zahlreicher Musicals für Chöre. Diese Musik war Inhalt von 25 Jahren seiner musikalischen Laufbahn. Auch in der Jazz- und Soul-Musik ist er tätig und hatte Engagements für Alicia Keys (2011/12), Lalah Hathaway (2012/16) und Céline Dion (2013). Für Künstler von Sony-Music und Warner-Music erstellt er Remixes und schreibt aus zweiter Reihe am Repertoire der Verlagskünstler. Sein Funkworld-Tonstudio ist angegliedert an den Musikverlag Funkworld Medien mit Sitz in Kiebitzreihe bei Hamburg. Seit 2022 erscheint sein Label Soundport unter dem Dach von Warner Chappell für das Gäbler 20 Alben im Jahr komponiert und produziert.
Gäbler ist Lehrbeauftragter an der Musikhochschule Hamburg für Jazz- und Kirchenmusik sowie am Nordkolleg in Rendsburg. Er leitet europaweit Workshops für Gospelmusik, Filmmusik und Komposition im Allgemeinen.

## Diskografie (Auswahl)
- 2000 Anders preisen (Gerth Medien)
- 2001 Kirche goes Gospel (Gerth Medien)
- 2002 Jesus ist okay (Gerth Medien)
- 2004 Coming Home (Gerth Medien)
- 2005 Choir Fire (Gerth Medien)
- 2005 Songs for Gospel 1 (Luther Verlag)
- 2006 Only One Word (Asaph Musik)
- 2006 Gospelfire (Creative Kirche)
- 2006 Gospelexpress – Gospelkids (Creative Kirche)
- 2006 World of Gospel 2 (Tom Tom Publishing)
- 2006 God is grovin (Asaph)
- 2006 Kirche goes Gospel 2 (Funkworld)
- 2007 German Gospel Choir (Creative Kirche Medien)
- 2007 Songs for Gospel 2 (Funkworld Medien)
- 2007 Rhythm of love (Asaph)
- 2007 Melodies of christmas (Funkworld Medien)
- 2007 Gospel Piano Workshop – Lehr DVD (Hage Musikverlag)
- 2008 You are enough (Funkworld Medien)
- 2008 Songs for Gospel 3 (Funkworld Medien)
- 2009 Gospelkids – Jesus und seine Freunde (Creative Kirche)
- 2009 Alte Kirchenlieder – Hanjo Gäbler (Funkworld Medien)
- 2009 VeggieTales: Silly Songs No. 1 (Big Idea/Lifehouse Film/Gerth Medien/Intergroove)
- 2010 Soulful Gospel Live 2010 (Funkworld Medien)
- 2010 Let's sing vol.2 (Creative Kirche Medien)
- 2010 David Thomas – The message is love (Gerth Medien)
- 2011 Songs for Gospel vol. 4 (Funkworld Medien)
- 2011 Soul Teens – You are my Song (Gerth Medien)
- 2012 Deutsche Gospelsongs (Funkworld Medien)
- 2013 Noch mehr Bibelverse lernen (Gerth Medien)
- 2013 Gospelsongs Selected (Funkworld Medien)
- 2014 Symphonic Film Music (Funkworld Medien)
- 2014 Advertising Music (Roba)
- 2014 Amazing Grace (Gerth Medien)
- 2014 Nature Film Music (Funkworld Medien)
- 2014 Ich bin bei Dir (Gerth Medien)
- 2015 Lazy Sunday (Warner/Chappell)
- 2015 Die Weihnachtsmesse (Funkworld Medien)
- 2016 Wirtschaftswunder (Warner/Chappell)
- 2016 Fine Food Cuisine (Warner/Chappell)
- 2017 Starke Bibelverse singend lernen (Gerth Medien)
- 2017 Kindergarten (Warner/Chappell)
- 2017 Underwater (Warner/Chappell)
- 2017 Shopping (Warner/Chappell)
- 2017 Sensual Backstory (Funkworld Medien)
- 2017 Emotional Piano (Funkworld Medien)
- 2017 Spanish Summer (Funkworld Medien)
- 2018 Das Chormusical Martin Luther King (Creative Kirche Medien)
- 2018 Gospel for choir and piano (Funkworld Medien)
- 2022 Camping (Soundport / Warner Chappell PM)
- 2022 Natural Investigation (Soundport / Warner Chappell PM)
- 2022 Think Tank (Soundport / Warner Chappell PM)
- 2022 We believe (Funkworld Medien)
- 2022 Lively Nature (Soundport / Warner Chappell PM)
- 2022 Acapella Gospel (WCPM)
- 2022 Urban Time Lapse (Soundport / Warner Chappell PM)
- 2022 Natural Investigation (Soundport / Warner Chappell PM)
- 2022 Tears and Griefs (Soundport / Warner Chappell PM)
- 2023 Africa (Soundport / Warner Chappell PM)
- 2023 Subtle Angst (Soundport / Warner Chappell PM)
- 2023 Garden Reloaded (Soundport / Warner Chappell PM)
- 2023 DIY Biker Workshop (Soundport / Warner Chappell PM)
- 2023 Fantasy Orchestral (Soundport / Warner Chappell PM)
- 2023 Acapella Gospel (Funkworld Medien)
- 2023 30s Ads (Soundport / Warner Chappell PM)
- 2023 Alternative Lifestyle (Soundport / Warner Chappell PM)
- 2023 Malfunction (Soundport / Warner Chappell PM)
- 2024 Comforting Piano (Soundport / Warner Chappell PM)
- 2024 Simple Pop (Soundport / Warner Chappell PM)
- 2024 Alternative Lifestyle (Soundport / Warner Chappell PM)
- 2024 30s Ads (Soundport / Warner Chappell PM)
- 2024 Italia (Soundport / Warner Chappell PM)
- 2024 La France (Soundport / Warner Chappell PM)
- 2024 Orchestral Romance (Soundport / Warner Chappell PM)
- 2024 City Crime (Soundport / Warner Chappell PM)
- 2023 Wirtschaftswunder 2 (Perfect Pitch / Warner Chappell PM)
- 2024 Lively Nature (Soundport / Warner Chappell PM)